# Myloplus
Myloplus là một chi cá trong họ Serrasalmidae thuộc bộ cá chép mỡ Characiformes phân bố ở Nam Mỹ

## Các loài
Có 12 loài được ghi nhận trong chi này:
- Myloplus arnoldi (C. G. E. Ahl, 1936) [1]
- Myloplus asterias (J. P. Müller & Troschel, 1844) [2]
- Myloplus levis (C. H. Eigenmann & McAtee, 1907) [1]
- Myloplus lobatus (Valenciennes, 1850) [1]
- Myloplus planquettei Jégu, Keith & Le Bail, 2003
- Myloplus rhomboidalis (G. Cuvier, 1818) [1]
- Myloplus rubripinnis (J. P. Müller & Troschel, 1844) (Red-hook myleus)
- Myloplus schomburgkii (Jardine, 1841) (Disk tetra) [1]
- Myloplus ternetzi (Norman, 1929) [1]
- Myloplus tiete (C. H. Eigenmann & A. A. Norris, 1900) [1]
- Myloplus torquatus (Kner, 1858) [1]
- Myloplus zorroi M. C. Andrade, Jégu & Giarizzo, 2016 [3]